# Franck Rizzetto
Franck Rizzetto (Périgueux, 29 marzo 1971) è un allenatore di calcio ed ex calciatore francese, di ruolo centrocampista, tecnico del Grenoble.